# إبراهيم بن سمجور
إبراهيم بن سمجور (تُوفي عام 948) كان قائدًا عسكريًا سامانيًا من الأسرة السمجورية.

## السيرة الذاتية
إبراهيم هو ابن لـسمجور الدواتي، مؤسس الأسرة السمجورية. وذُكر لأول مرة كنائب لحاكم المهتاجي أبو علي جغاني. في عام 945، قام الحاكم الساماني نوح الأول بعزل خراسان من حكم أبي علي، ومنحها بدلًا من ذلك لإبراهيم. إلا أن أبا علي رد على ذلك بالتمرد؛ فتمكن من الاستيلاء على العاصمة السامانية بخارى ووضع عم نوح، إبراهيم بن أحمد، على العرش.
كما أجبر أبو علي إبراهيم وقائدًا عسكريًا تركيًا آخر هو منصور بن قره تيجين، على مغادرة نيسابور. فتوجه الاثنان إلى مرو الشاهجان، حيث كان نوح يستعد لهجوم مضاد ضد أبي علي. وفي النهاية، تمكن نوح من إخماد التمرد، ولم يلبث إبراهيم أن تُوفي عام 948، ليخلفه منصور بن قرا تَكِين في حكم خراسان. كان لإبراهيم ابن يُدعى أبو الحسن السمجوري، الذي أصبح أكثر شهرةً من والده.